# Marlborough Railway

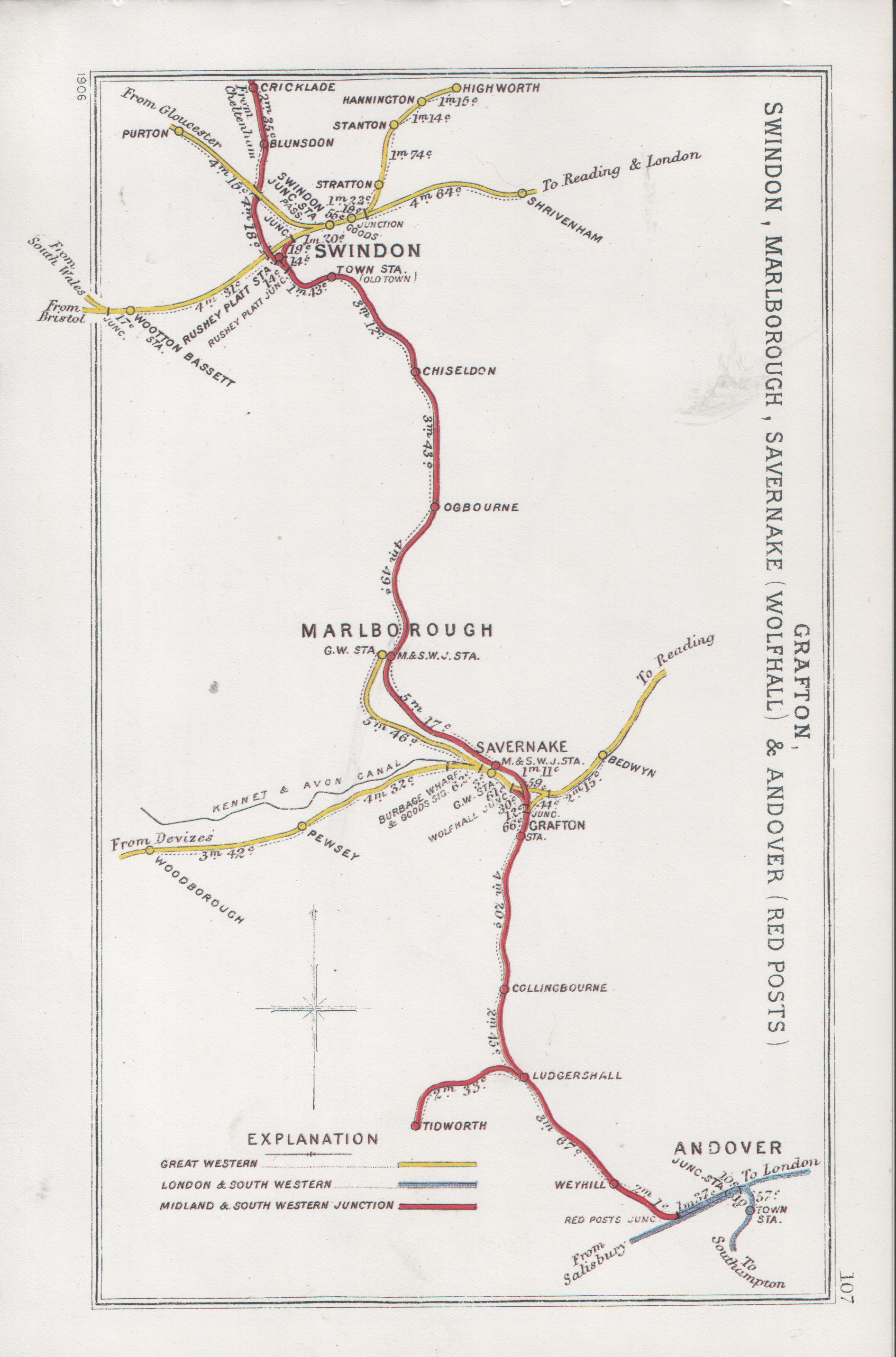
Marlborough Railway auf einem Railway-Clearing-House-Plan

Die Marlborough Railway war eine britische Eisenbahngesellschaft in Wiltshire in England.

## Geschichte
Nach dem Bau der Bahnstrecke der Berkshire and Hampshire Extension Railway zwischen Hungerford und Devizes 1862 wurde ein Pferdebusbetrieb zwischen Savernake und Marlborough eingerichtet.
Bereits 1860 existierten erste Ideen für eine Marlborough Railway die eine Strecke bewarb die bei Burbage abzweigte und über Marlborough weiter nach Norden führen sollte. Diesem Vorhaben wurde von Seiten der Great Western Railway Widerstand entgegengebracht, da damit in das Territorium der Gesellschaft eingedrungen wurde.
Die vom Marquess of Ailesbury geförderte Marlborough Railway erhielt am 22. Juli 1861 die Genehmigung zum Bau einer Bahnstrecke von Savernake nach Marlborough. Die Great Western Railway war am Stammkapital von 45.000 Pfund mit 10.000 Pfund beteiligt. Die in der Breitspur von 2140 mm, der Spurweite der Great Western Railway, errichtete 8,8 Kilometer lange Strecke zweigte von der Berkshire and Hampshire Extension Railway ab. Die Strecke hatte eine Steigung von bis zu 1:58 zu überwinden.
Die Eröffnung erfolgte am 14. April 1864. Die Strecke wurde von der Great Western Railway gepachtet und betrieben. 1874 wurde die Strecke im Rahmen der sukzessiven Umstellung der GWR auf Normalspur ebenfalls umgestellt. Die Gesellschaft war profitabel und es wurde jährlich eine Dividende von 6 % ausgeschüttet. Die Great Western Railway übernahm die Gesellschaft zum 7. August 1896.